# Acilalanina

Estructura química del metalaxyl, una acilalanina.

La acilalanina es un fungicida empleado en agronomía. Es uno de los mejores fungicidas sistémicos aplicables frente a oomicetes, como son Pythium y Phytophthora, así como varios mildius. Su representante más importante es el metalaxyl, si bien se vende como Ridomil©, directamente aplicable sobre el follaje o suelo; como Apron es válido para tratar semillas, y como suavizador para céspedes y ornamentales. El metalaxyl de IQV (Industrias Químicas del Vallés), Armetil©, es aplicable sobre el follaje, suelo y semillas. 
De carácter persistente, controla la biota micológica de suelos y semillas evitando la aparición de ahogamientos de plántulas y pudriciones varias, que son los síntomas más usuales de los oomicetos Pythium y Phytophtora; no obstante, también se emplea para evitar la aparición de cancros ocasionados por este último, así como ciertos mildius. Posee actividad biológica incluso cuando la enfermedad está ya instaurada, no solo como profiláctico. Hidrosoluble, se transloca vía xilema desde las raíces de la planta a la parte aérea, aunque su transporte lateral es más lento. Puesto que existen patógenos resistentes, se recomienda su uso combinado con otros fungicidas de amplio espectro.

## Impacto ambiental
Se ha estudiado la toxicidad del Metil N-(metoxiacetil)-N-(2,6-xilil)-D-alaninatoMetil (R)-2-{[(2,6-dimetilfenil) metoxiacetil] amino}
propionato, una acilalanina, y se ha encontrado que es tóxica para toda clase de mamíferos, algunas aves y pocos animales acuáticos; no obstante, no es prácticamente tóxico para organismos acuáticos como la trucha o Daphnia ni para las abejas